# Ammophila altigena
Ammophila altigena es una especie de avispa del género Ammophila, familia Sphecidae.

## Taxonomía
Fue descrito por primera vez en 1930 por Gussakovskij. 